# Cône Sud
 (novembre 2024).
Si vous disposez d'ouvrages ou d'articles de référence ou si vous connaissez des sites web de qualité traitant du thème abordé ici, merci de compléter l'article en donnant les références utiles à sa vérifiabilité et en les liant à la section « Notes et références ».

Vert foncé : régions toujours incluses dans la définition du Cône Sud.
Vert intermédiaire : régions parfois incluses dans la définition du Cône Sud.
Vert clair : reste du Brésil, rarement inclus dans la définition du Cône Sud.

Le Cône Sud (en espagnol : Cono Sur ; en portugais : Cone Sul) est une expression apparue dans les années 1960 et qui désigne la zone d'Amérique du Sud la plus australe du continent. Située au sud du tropique du Capricorne, elle forme un grand triangle, quasiment comme une grande péninsule. Les caractéristiques principales de cette région sont la très forte présence de descendants d'Européens (principalement Espagnols, Portugais, Italiens et Allemands), fruit des courants migratoires en provenance d'Europe jusqu'au milieu du XXe siècle, et un indice de qualité de vie considéré comme très élevé, les trois plus élevés d'Amérique latine. Par rapport aux autres pays d'Amérique latine, l'influence culturelle européenne demeure beaucoup plus marquée dans les pays du Cône Sud, 
Les pays du Cône Sud ont tous un niveau de développement considéré comme élevé par l'Organisation des Nations unies. Ces pays ont également les PIB par habitant les plus élevés d'Amérique du Sud et correspondent au centre économique du Mercosur.

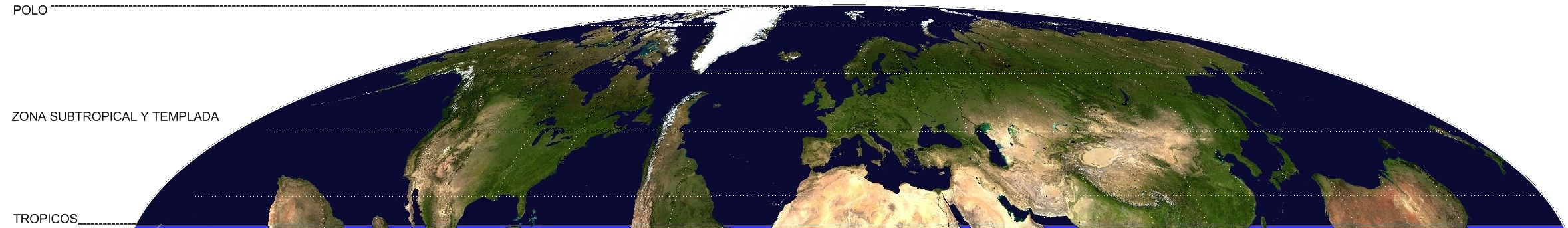
Un planisphère des latitudes tempérées de la planète Terre sur lequel est superposé le Cône Sud, comme s'il était placé dans les latitudes correspondantes ou corrélatives dans l'Hémisphère Nord.

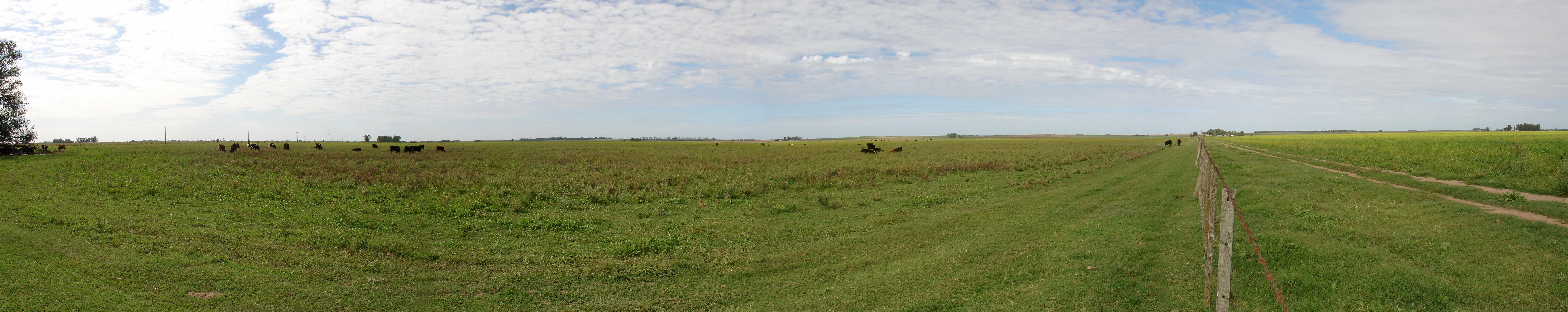
Les étendues plaines de prairies tempérées dénommées des pampas au centre de l'Argentine.

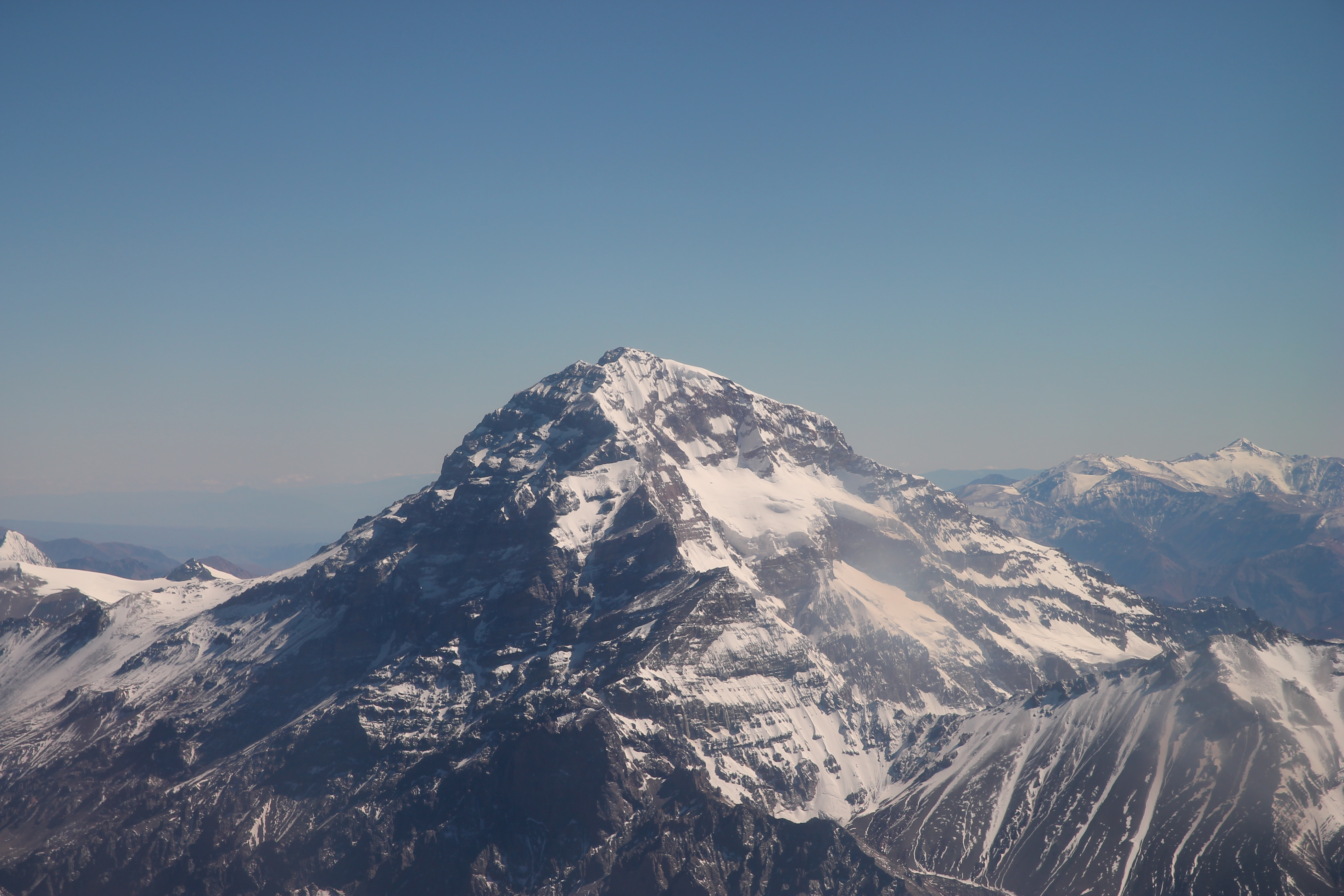
Une vue panoramique de l'Aconcagua, en Argentine. Ce sommet est – avec presque 7000 mètres d'altitude – le plus haut de la Terre outre les sommets de l'Himalaya, et il continue de s'élever.

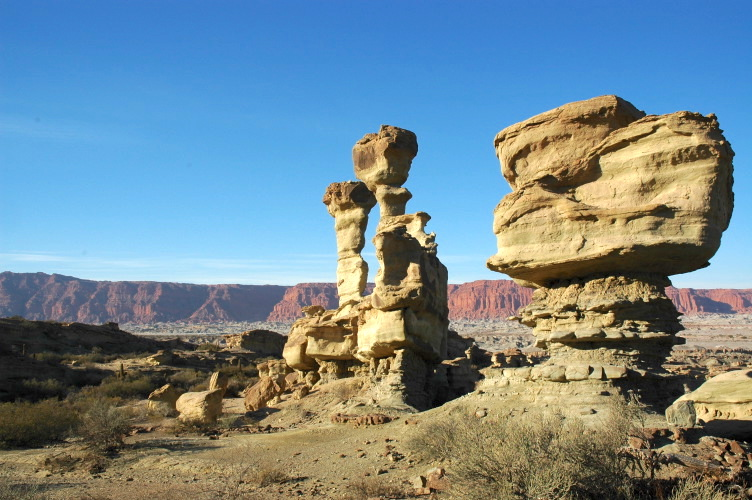
Géoformes d'Ischigualasto dans la Diagonale aride.

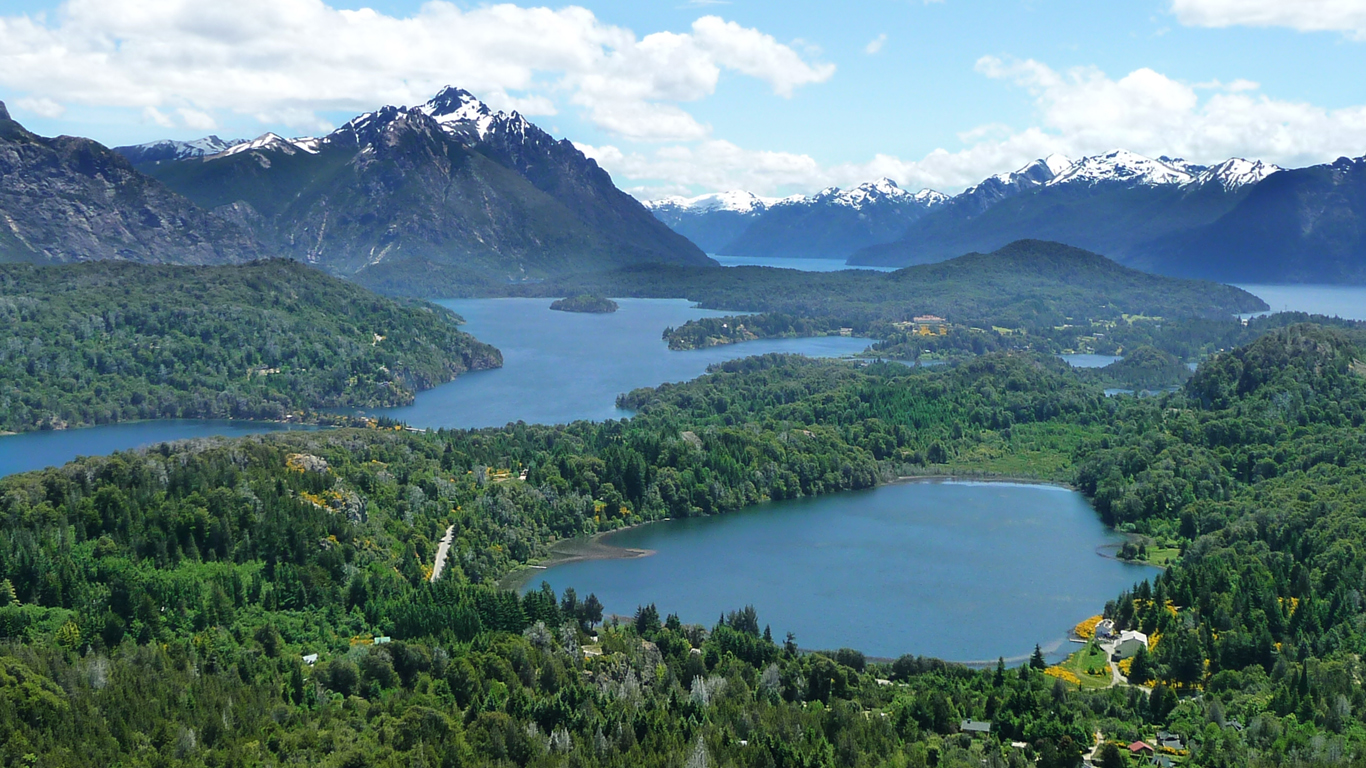
La région des forêts et des lacs d'origine glaciaire autour de Bariloche.

## Délimitations
Au sens strict, le Cône Sud comprend les pays suivants :
- Argentine ;
- Chili ;
- Uruguay.

De manière étendue, on y ajoute certaines régions du Paraguay et les États méridionaux du Brésil.
- Les grandes métropoles de la région, comme Buenos Aires, Santiago, Montevideo, Córdoba, Viña del Mar, Valparaíso, Rosario,, comptent des minorités importantes d'origine italienne. Rien qu'en Argentine, le consulat italien recensait en 2018 environ 800 000 Argentins possédant la nationalité italienne; 800 000 d'entre eux ont voté lors des élections de 2018[1]. À São Paulo, ce nombre est de 180 000 citoyens.
- Il y a également des villes peuplées par des Allemands (Valdivia, Pucon, Osorno, Frutillar, Puerto Varas au Chili, Villa General Belgrano en Argentine, Blumenau au Brésil).
- Une ville comme Bariloche, en Argentine, est peuplée par des descendants d'Européens : Slovènes, Suisses (dont son fondateur en 1904), mais aussi Allemands et Britanniques.
- Trelew, Rawson, Trevelin, Gaiman et Dolavon, en Patagonie, sont des colonies fondées par des Gallois ; à Gaiman, on fête encore aujourd'hui l'Eisteddfod.
- Les villes de Buenos Aires et de São Paulo comptent des hôpitaux qui ont été bâtis par les immigrés européens. À Buenos Aires : l'hôpital allemand, l'hôpital britannique, l'hôpital italien (l'un des centres de haute complexité les plus remarquables du pays), l'hôpital français et l'hôpital israélite. À São Paulo : l'hôpital allemand « Osvaldo Cruz », l'hôpital israélite « Albert-Einstein », l'hôpital syro-libanais, l'hôpital portugais « Beneficência Portuguesa » et l'hôpital Italien « Umberto-I » (aujourd'hui fermé).

## Caractéristiques sociologiques
De ce fait, le Cône Sud a des caractéristiques sociologiques et culturelles qui le différencient des pays « latino-américains » situés au nord du tropique du Capricorne, puisque dans le Cône Sud l'influence culturelle européenne est très forte.

## Économie
Les habitants des pays du Cône Sud ont également un niveau de vie supérieur à celui des habitants des autres pays d'Amérique du Sud. L'indice de développement humain y est plus élevé.

IDH des différents États membres de l'ONU en 2011. Les pays du Cône Sud font partie des plus développés au monde selon le PNUD.

| - Très élevé - Élevé - Moyen - Faible - Données indisponibles |

## Tableau comparatif
Ci-dessous un tableau comparatif des pays du Cône Sud (données mises à jour en 2012).
| Pays      | Population | Superficie (km2) | Densité (hab./km2) | Capitale     |
| --------- | ---------- | ---------------- | ------------------ | ------------ |
| Argentine | 40 117 096 | 2 780 400        | 14,4               | Buenos Aires |
| Chili     | 17 402 630 | 756 102          | 23,0               | Santiago     |
| Uruguay   | 3 286 314  | 176 215          | 18,6               | Montevideo   |
| Total     | 60 806 040 | 3 712 717        | 16,4               | —            |